# Konšćani
Konšćani is een plaats in de gemeente Križ in de Kroatische provincie Zagreb. De plaats telt 202 inwoners (2001).